# Mecanism
Un mecanism este un sistem tehnic alcătuit din mai multe piese, o parte din ele mobile, o parte fixe care sunt angrenate între ele, astfel încât unele elemente mobile să transmită forțe, mișcări, altor elemente mobile din angrenaj. Totalitatea elementelor care alcătuiesc un astfel de sistem. De asemenea, acest termen semnifică modul de funcționare a unui mecanism. În fizică sau chimie, termenul mecanism se folosește pentru a descrie modul în care se desfășoară un fenomen, respectiv o reacție.             (Prin analogie) Mod de organizare sau de funcționare administrativă, socială, politică etc.

## Vezi și